# Lázaro Cárdenas (Caborca)
Lázaro Cárdenas es una ranchería del municipio de Caborca ubicada en el noroeste del estado mexicano de Sonora, en la zona del desierto de Sonora. Según los datos del Censo de Población y Vivienda realizado en 2020 por el Instituto Nacional de Estadística y Geografía (INEGI), Lázaro Cárdenas un total de 109 habitantes.

## Geografía
Lázaro Cárdenas se sitúa en las coordenadas geográficas 30°56'53" de latitud norte y 112°57'60" de longitud oeste del meridiano de Greenwich, a una elevación de 22 metros sobre el nivel del mar.